# Music Farm Entertainment
Music Farm Entertainment (coréen : 뮤직팜) est un label discographique sud-coréen de RnB, K-pop et electro, basé à Séoul. Il est fondé en 2002 par le groupe sud-coréen Cherry Filter.

## Histoire
Music Farm Entertainment est fondé en 2002 par le producteur Lee Guk-hyun en faisant la rencontre du groupe Cherry Filter dans un club à Hongdae. L'agence démarre avec la production du deuxième album du groupe : le groupe inconnu devient un des leaders de la K-pop. L'agence produit alors plusieurs albums de Kim Jin Pyo ou Kim Dong-ryool entre autres.
En 2005, l'agence prend le nom Music Farm et, en 2012, le demi-finaliste d'American Idol 9, John Park rejoint le label.

## Groupes et artistes
- Cherry Filter
- Kim Jin Pyo (ancien membre)
- Lee Juck
- Kim Dong-ryool
- Cho Won-Seon
- Lee Sang-soon
- Jung Soon-Yong
- John Park